# IC 3603
IC 3603 је елиптична галаксија у сазвјежђу Береникина коса која се налази на листи објеката дубоког неба у Индекс каталогу.
Деклинација објекта је + 15° 34' 13" а ректасцензија 12h 38m 16,1s. Привидна величина (магнитуда) објекта IC 3603 износи 15,4 а фотографска магнитуда 16,4. IC 3603 је још познат и под ознакама NPM1G +15.0375, PGC 3090633.